# Gouden Leeuw
Il Gouden Leeuw ("Leone d'Oro") fu un vascello della flotta della Repubblica delle Sette Province Unite.

## Costruzione

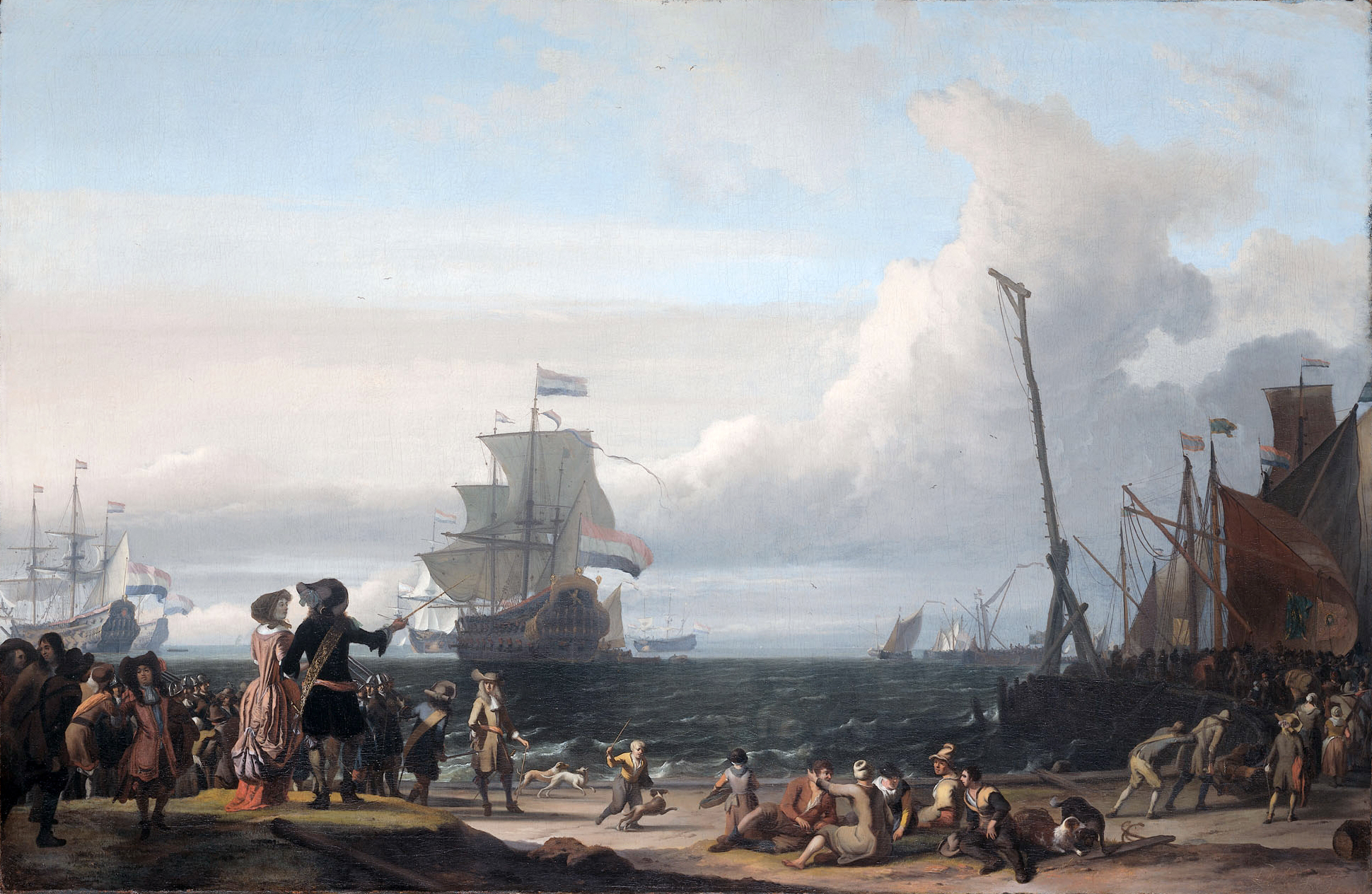
Il Gouden Leeuw nella rada di Texel, dipinto di Ludolf Backhuysen

La nave fu costruita dall'Ammiragliato di Amsterdam nel 1666 durante la Seconda guerra anglo-olandese. Per un lungo periodo fu la più grande nave da guerra olandese.
Era un vascello di linea a tre alberi più bompresso armati a vele quadre. Solamente l'albero di mezzana era armato come di consueto anche di vela latina. Inoltre questi vascelli erano anche dotati di vele di strallo tra gli alberi.
I cannoni erano disposti 28 sul ponte inferiore, 28 su quello di coperta, e 26 fra castello di prua, cassero e castello di poppa.
La poppa, nei sabordi della quale (detti di ritirata) potevano essere spostati i due ultimi cannoni del primo ponte di batteria, era decorata con un leone intagliato e dorato. Analogamente anche la polena rappresentava un leone.

## Combattimenti

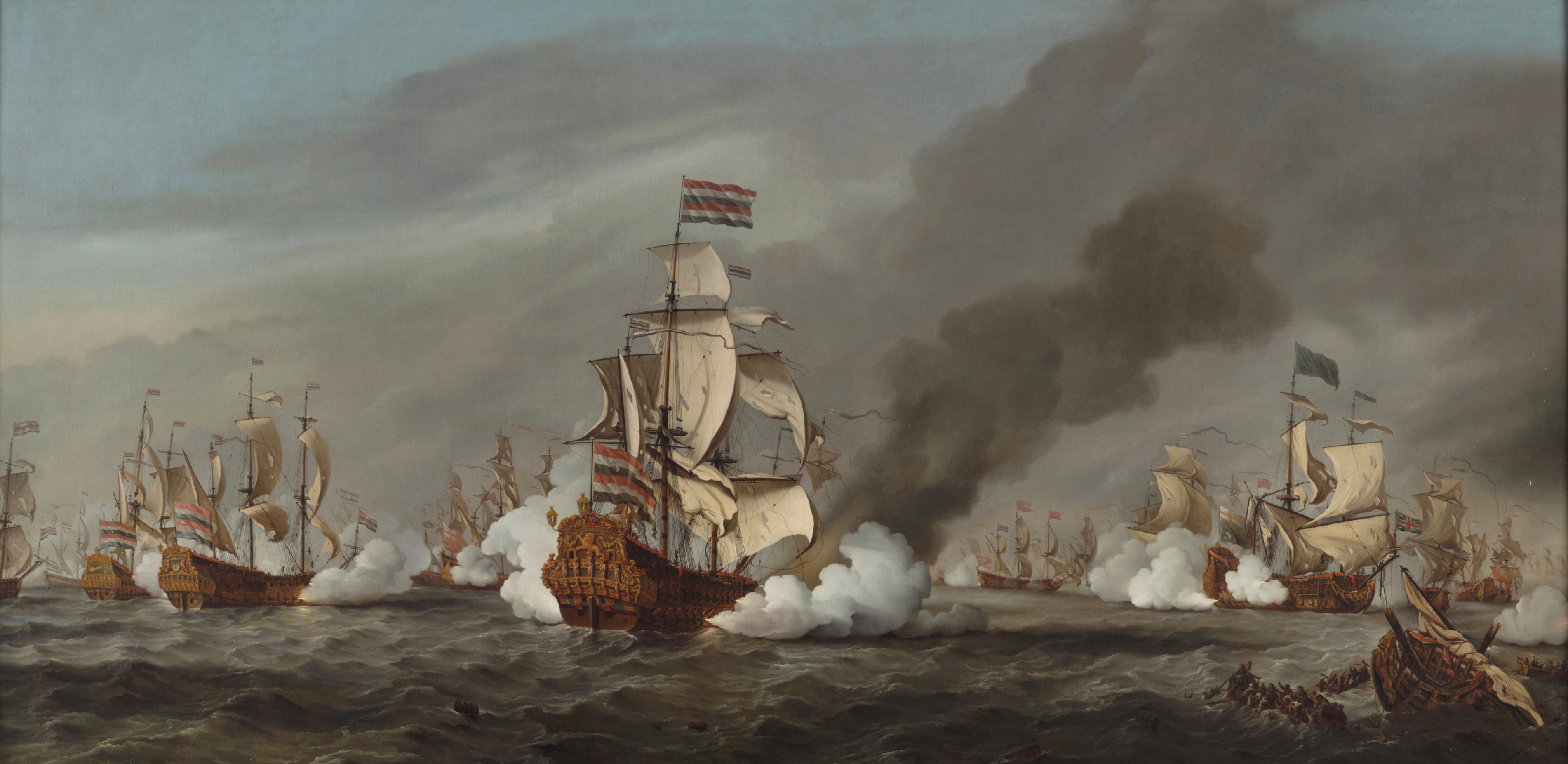
Il Gouden Leeuw alla battaglia di Texel, dipinto di Willem van de Velde il Giovane

Durante la guerra d'Olanda la Gouden Leeuw servì come ammiraglia del viceammiraglio Cornelis Tromp. In questa veste partecipò alla battaglia di Texel del 1673. Fu smantellata nel 1686.